# Corynoneura fuscihalter
Corynoneura fuscihalter är en tvåvingeart som beskrevs av Edwards 1929. Corynoneura fuscihalter ingår i släktet Corynoneura och familjen fjädermyggor. Inga underarter finns listade i Catalogue of Life.